# 那其海北山遗址
那其海北山遗址，位于中国吉林省镇赉县东屏镇太平村，为一个省级文物保护单位，类型为古遗址，公布时间为2007年5月31日。该文物保护单位由镇赉县文管所管理。
那其海北山遗址的历史年代为新石器—青铜。